# گروه اس‌ئی‌بی
گروه اس‌ئی‌بی (انگلیسی: Groupe SEB) شرکت لوازم خانگی فرانسوی است، که در سال ۱۸۵۷ توسط آنتوان لسکور تأسیس شد. اين شرکت بزرگترین شرکت تولید کننده وسایل آشپزی و قنادی در جهان است. گروه اس‌ئی‌بی مالک برندها و شرکت‌هایی چون تفال، روونتا، مولینکس، لاگوستینی و گروه وی‌ام‌اف است.